# Навка Тетяна Олександрівна
Тетя́на Олексáндрівна Нáвка (рос. Татья́на Алекса́ндровна На́вка, нар. 13 квітня 1975, Дніпропетровськ, Українська РСР, СРСР) — радянська, білоруська і російська фігуристка, триразова чемпіонка Росії (2003, 2004, 2006), триразова чемпіонка Європи (2004—2006), дворазова чемпіонка світу (2004, 2005), олімпійська чемпіонка (2006) в танцях на льоду в парі з Романом Костомаровим. Заслужений майстер спорту Росії (2004). 
Підтримує путінський режим та війну Росії проти України. Фігурантка бази даних Центру «Миротворець».

## Біографія
Народилася 13 квітня 1975 в Дніпропетровську.
Одружена з Дмитром Пєсковим.
12 травня 2020 року ЗМІ повідомили, що вона із чоловіком Пєсковим заразилася коронавірусом. 21 травня повідомила, що вилікувалася.

## Статки та корупційні розслідування
Мешкає з чоловіком під Москвою у будинку за 1 млрд рублів. 
На ній числиться кілька елітних авто (вони з'явилися після одруження з Пєсковим):
- Mercedes-Benz CL63 AMG;
- Mercedes-Benz GLE63;
- Lexus RX350.

Крім того, за нею числиться чотири елітні квартири у Москві, два житлові будинки на 779,2 (за 1 млрд ру, у ньому проживає сімейство) і 353,5 кв.м. і дві земельні ділянки на 79 і 14 соток.
Про корупційні зв'язки та оборудки її чоловіка неодноразово писав Олексій Навальний, очільник Фонду боротьби із корупцією в РФ. Будинок в Москві він купив за пів року до весілля і записав на неї, де сім'я і почала проживати. Навальний знайшов вартість будинку, він коштував на момент купівлі близько 1 млрд рублів.
У 2017 році родина Пєскова заробила більше, ніж президент Росії Путін, причому більшу частину заробленого записали на Тетяну Навку — 200 млн рублів, із такими статками сім'я Пєскових стала найбагатшою із топ-чиновників РФ, якщо брати до уваги лише офіційні декларації.